# Beret (Sänger)

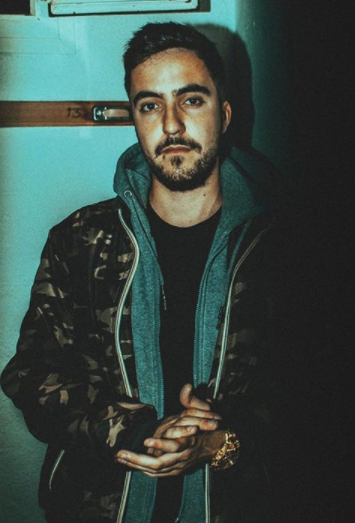
Beret (2018)

Francisco Javier Álvarez Beret (geboren 2. Juli 1996 in Sevilla), besser bekannt unter dem Mononym Beret, ist ein spanischer Popsänger.
Beret begann schon früh selbst gemachte Aufnahmen Im Internet zu veröffentlichen. 2018 unterschrieb er bei der Warner Music Group. In Spanien an Popularität gewinnend machte er einen Sprung auch in Lateinamerika durch eine Zusammenarbeit mit dem kolumbianischen Sänger Sebastián Yatra in der Single Vuele.

## Diskografie

### Studioalben
| Jahr | Titel Musiklabel               | Höchstplatzierung, Gesamtwochen, AuszeichnungChartsChartplatzierungen (Jahr, Titel, Musiklabel, Platzierungen, Wochen, Auszeichnungen, Anmerkungen) | Anmerkungen                             |
| Jahr | Titel Musiklabel               | ES | Anmerkungen                             |
| ---- | ------------------------------ | --- | --------------------------------------- |
| 2019 | Prisma Warner Music Spain      | ES2 ×2Doppelplatin · (157 Wo.)ES | Erstveröffentlichung: 25. Oktober 2019  |
| 2022 | Resiliencia Warner Music Spain | ES4 Platin · (109 Wo.)ES | Erstveröffentlichung: 11. November 2022 |

Weitere Alben
- 2015: Efímero
- 2015: Vértigo
- 2016: Ápices

### Singles
| Jahr | Titel Album                          | Höchstplatzierung, Gesamtwochen, AuszeichnungChartsChartplatzierungen (Jahr, Titel, Album, Platzierungen, Wochen, Auszeichnungen, Anmerkungen) | Anmerkungen                                                  |
| Jahr | Titel Album                          | ES | Anmerkungen                                                  |
| --- | ------------------------------------ | --- | ------------------------------------------------------------ |
| 2017 | Vuelve Prisma                        | ES66 Platin · (33 Wo.)ES | Erstveröffentlichung: 24. August 2017                        |
| 2017 | Esencial Prisma                      | ES84 Platin · (9 Wo.)ES | Erstveröffentlichung: 24. August 2017                        |
| 2017 | Ojalá Prisma                         | ES88 ×2Doppelplatin · (4 Wo.)ES | Erstveröffentlichung: 24. August 2017                        |
| 2018 | Lo siento Prisma                     | ES8 ×6Sechsfachplatin · (101 Wo.)ES | Erstveröffentlichung: 21. August 2018                        |
| 2018 | Vuelve Prisma                        | ES26 ×2Doppelplatin · (13 Wo.)ES | Erstveröffentlichung: 28. September 2018 mit Sebastián Yatra |
| 2018 | Te echo de menos Prisma              | ES4 ×2Doppelplatin · (16 Wo.)ES | Erstveröffentlichung: 19. Oktober 2018                       |
| 2019 | Me Llama Prisma                      | ES15 Platin · (36 Wo.)ES | Erstveröffentlichung: 26. April 2019                         |
| 2019 | Me vas a ver Prisma                  | ES8 Platin · (19 Wo.)ES | Erstveröffentlichung: 19. September 2019                     |
| 2019 | Si por mi fuera Prisma               | ES3 ×4Vierfachplatin · (39 Wo.)ES | Erstveröffentlichung: 21. Oktober 2019                       |
| 2019 | Llegará Prisma                       | ES94 Platin · (1 Wo.)ES |                                                              |
| 2020 | Sueño Prisma                         | ES25 ×3Dreifachplatin · (58 Wo.)ES | Erstveröffentlichung: 14. Mai 2020 mit Pablo Alborán         |
| 2020 | Aún Me Amas Resiliencia              | ES34 Gold · (4 Wo.)ES | Erstveröffentlichung: 3. Juli 2020                           |
| 2020 | Cómo te va? La Niña                  | ES17 Gold · (12 Wo.)ES | Erstveröffentlichung: 29. Oktober 2020 mit Lola Indigo       |
| 2021 | Desde cero Prisma                    | ES39 Platin · (6 Wo.)ES | Erstveröffentlichung: 13. Januar 2021 feat. Melendi          |
| 2021 | Primera Carta Malibu                 | ES97 (1 Wo.)ES | Erstveröffentlichung: 21. Januar 2021 mit Cali y El Dandee   |
| 2021 | Te estás olvidando de mí Resiliencia | ES53 Gold · (2 Wo.)ES | Erstveröffentlichung: 17. Februar 2021                       |
| 2021 | Porfa no te vayas Resiliencia        | ES40 ×3Dreifachplatin · (40 Wo.)ES | Erstveröffentlichung: 15. April 2021 mit Morat               |
| 2022 | El día menos pensado Resiliencia     | ES58 Platin · (3 Wo.)ES | Erstveröffentlichung: 4. Januar 2022                         |
| 2022 | Tú y Yo Resiliencia                  | ES77 Platin · (10 Wo.)ES | Erstveröffentlichung: 17. Juni 2022 mit Omar Montes          |
| 2022 | Diablo Resiliencia                   | ES25 ×4Vierfachplatin · (34 Wo.)ES | Erstveröffentlichung: 2. September 2022 mit Estopa           |
| 2022 | Mirando a la luna Resiliencia        | ES97 (1 Wo.)ES | Erstveröffentlichung: 14. Oktober 2022 mit Reik              |
| 2024 | Cupido –                             | ES88 Gold · (1 Wo.)ES | Erstveröffentlichung: 20. Juni 2024                          |
| 2024 | Hola, qué tal? –                     | ES48 Gold · (4 Wo.)ES | Erstveröffentlichung: 4. Oktober 2024                        |
| Folgende Lieder erschienen nicht als Single, wurden aber durch das Album zum Download und Streaming bereitgestellt und konnten somit eine Platzierung erlangen: |                                      | |                                                              |
| |                                      | |                                                              |
| 2019 | Prisma                               | ES72 (1 Wo.)ES |                                                              |
| 2020 | Estupidez 11 Razones                 | ES51 (1 Wo.)ES | Aitana feat. Beret                                           |

Weitere Singles
- 2016: Nunca Se Hará Tarde (ES: Gold)
- 2017: Cóseme (ES: Platin)
- 2017: Sentir (ES: Gold)
- 2021: Hamaca (mit Lérica & Lalo Ebratt, ES: Platin)
- 2022: Beso robado (ES: Platin)
- 2023: Superhéroes (mit Mr. Rain, ES: Platin)

Weitere Lieder mit Auszeichnungen
- 2016: A pesar de todo (ES: Gold)
- 2016: Bala Perdida (ES: Gold)
- 2016: Bye Bye (ES: Gold)
- 2016: Códice (ES: Gold)
- 2016: Diez mil porqués (ES: Platin)
- 2016: Mira mujer (ES: Gold)
- 2018: Distancia (Soge Culebra feat. Beret, ES: Gold)
- 2018: Cara B (SFDK feat. Beret, ES: Platin)